# آسیاب کوخدان
آسیاب کوخدان مربوط به متأخر دوران‌های تاریخی پس از اسلام است و در شهرستان دنا، بخش مرکزی، دهستان دنا، روستای کوخدان واقع شده و این اثر در تاریخ ۳ خرداد ۱۳۸۶ با شمارهٔ ثبت ۱۹۱۳۶ به‌عنوان یکی از آثار ملی ایران به ثبت رسیده است.